# صنم

ذكر أشهر أصنام العرب والقبائل التي اختصت بعبادتها وسدنتنها

الصنم أو الوثن هو تمثال أو رمز لإنسان أو جني أو ملاك، يصنعه الإنسان ليعبده ويتخذه إلهاً، ويتقرب إليه بالتذلل والخضوع ما صنعه الإنسان وعبدهُ لأجل التقرب إلى الله.
وقد فرق بعض المفسرين بين الصنم والوثن فقالوا: إن الوثن هو ما صنع من الحجارة، والصنم ما صنع من مواد أخرى كالخشب أو الذهب أو الفضة أو غيرها من الجواهر، وقال البعض: إن الصنم ما كان له صورة أما الوثن فهو مالا صورة له.

## الأصنام في اليهودية والمسيحية
نهت الشريعة اليهودية والمسيحية نهيًا جازمًا عن عبادة الأصنام، فجاء في وصيتين من الوصايا العشر: «لا يكن لك آلهة أخرى أمامي. لا تصنع لك تمثالًا منحوتًا إلي صورة ما مما في السماء من فوق وما في الأرض من تحت، وما في الماء من تحت الأرض. لا تسجد لهن إلي تعبدهن» (سفر الخروج 20: 3-5) (سفر التثنية 5: 7-9)، (لاويين 9: 4) وكانت عبادة الأصنام تعتبر خيانة لله الحي الحقيقي، عقوبتها الرجم حتى الموت (سفر التثنية 17: 2-7).
- الوثنيين في الكتاب المقدس

يقول الكتاب المقدس عن الوثنييين
طُمست عيونهم عن الإبصار، وقلوبهم عن التعقل" (سفر إشعياء 44: 18-20)
إذ«يسجدون لعمل أيديهم، لمَا صنعته أصابعهم» (سفر إشعياء 2: 8)
سفر المزامير 115
115: 4 اصنامهم فضة وذهب عمل ايدي الناس
115: 5 لها أفواه ولا تتكلم لها أعين ولا تبصر
115: 6 لها أذان ولا تسمع لها مناخر ولا تشم
115: 7 لها أيد ولا تلمس لها أرجل ولا تمشي ولا تنطق بحناجرها
115: 8 مثلها يكون صانعوها بل كل من يتكل عليها
115: 9 يا إسرائيل أتكل على الرب هو معينهم ومجنهم.
- الأصنام في العهد الجديد:

عاش المسيحيون الأوائل بين أمم تعبد الأوثان (أع 17: 16)، وكثيرًا ما كان عليهم مواجهة مشاكل الاشتراك في أعيادهم والأكل من اللحوم التي يذبحونها للأوثان (أع 15: 20، 1 بط 4: 3، رؤ 2: 14 و20)، وبخاصة في كوروثوس (1 كو 8: 10).
ونقرأ في العهد الجديد أن الطمع عبادة أوثان (كو 3: 5، أف 5: 5)، ويقول الرب: «لا يقدر أحد أن يخدم سيدين.. لا تقدرون أن تخدموا الله والمال» (مت 6: 24، لو 16: 13).
والتحذير الشديد من الشهوات الشريرة لا يرتبط بالعبادات الوثنية التي كانت شائعة في العصور المسيحية الأولى فحسب، بل ما ألزمه لعصرنا هذا المصاب بالهوس الجنسي (غل 5: 19 و20، في 3: 19، انظر أيضًا رو 16: 18).
إن منبع عبادة الأوثان هو أساسًا القلب النجس والإرادة الشريرة (رو 1: 21)، ويتفق الرسول بولس مع إشعياء النبي، في أن الإنسان قد أنحدر من معرفة الله إلى الوثنية، وليس أنه ارتقى من الوثنية إلى معرفة الله (انظر رومية 1، إشعياء 44)، ولذلك يأمرنا الكتاب أن نهرب من عبادة الأصنام (1 كو 10: 14، 1 يو 5: 21).

## تاريخ عبادة الأصنام
اختلط الإسرائيليون بالكنعانيين والآشوريين والبابليين والمصريين وغيرهم من شعوب الشرق الأوسط قديمًا ونعرف من آثار ونقوش قدماء المصريين أنهم كانوا يعبدون العديد من الآلهة بل كانوا يعتقدون أن ثورًا أو تمساحًا أو سمكة أو صقرًا أو شجرة.. إلخ، يمكن أن تستقرفيها روح اله، وهكذا تصبح إلهًا، وكان هناك الكثير من الآلهة الذين لهم أجساد بشر ورؤوس طيور أو حيوانات.

وكان البعل عند الكنعانيين -بإشكاله وأسمائه العديدة- هو راعي العبادات التي كانت تمارس فيها الدعارة. كما كان من أهم معبودات الإشوريين والبابليين: «إشتار» الإهة الشهوة والإنجاب. أن البابليين هم من اخترع معظم الاصنام والديانات التي عرفت قديما حيث انهم بالإضافة إلى انهم علماء بالفلك تعود اغلب الاصنام لهم بما فيها الهة مصر التي استوردوها منهم ومن الاشوريين عندما كانوا يحتلون مصر ووضعوها تحت الجزية لاكثر من 200 عام حيث كان لهم الفضل في الكثير من العلوم والتطور حتى يومنا هذا وكان لهم اله لكل شيء تقريبا ومعظم شرائع اليهودية بالحقيقة مأخوذة من شريعة حمورابي وكان ذلك عندما سبا البابليون بنوا إسرائيل حيث أخذ اليهود أكثر شرائعهم من البابليين مع بعض التعديلات البسيطة التي اضافوها اليها وهذا واضح جدا من التطابق الكبير بين الشريعتين البابلية والهودية.
(ج) تاريخ عبادة الأصنام في إسرائيل 
عاش إبراهيم في عالم يعبد الأوثان، وكان سبب ارتحاله غربًا، هو أن يبتعد عن أور الكلدأنيين الوثنية، وأن يبحث عن موطن جديد يعبد فيه الله الحقيقي، ومما يستلفت النظر أن بين نسل إبراهيم ظهرت ديانات التوحيد الثلاثة.
وقد نهت الشريعة نهيًا جازمًا عن عبادة الأصنام، فجاء في إلي وصيتين من الوصايا العشر: «لا يكن لك آلهة أخرى أمامي. لا تصنع لك تمثالًا منحوتًا إلي صورة ما مما في السماء من فوق وما في الأرض من تحت، وما في الماء من تحت الأرض. لا تسجد لهن إلي تعبدهن» (خر 20: 3-5) تث 5: 7-9، انظر أيضًا لا 9: 4) وكانت عبادة الأصنام تعتبر خيانة لله الحي الحقيقي، عقوبتها الرجم حتى الموت (تث 17: 2-7).
ويأمرهم الله أن يحترسوا جَّدًا لأنفسهم: «فإنكم لم تروا صورة ما يوم كلمكم الرب في حوريب من وسط النار، لئلا تفسدوا وتعملوا لأنفسكم تمثالًا منحوتًا، صورة مثال ما شبه ذكر أو أنثى، شبه ما مما على الأرض، شبه طير ما ذي جناح مما يطير في السماء، شبه دبيب ما على الأرض، شبه سمك ما مما في الماء من تحت الأرض، ولئلا ترفع عينيك إلى السماء وتنظر الشمس والقمر والنجوم، كل جند السماء.. فتغتر وتسجد لها وتعبدها» (تث 4: 15-19-انظر أيضًا هو 4: 12، إش 44: 9 و10، مز 115). فعبادة الأصنام حماقة مطلقة. فالعبادة يجب أن تكون لله وحده، حيث أنه هو الإله الحي خالق كل الإشياء، وهو روح لا يمكن تصويره أو تمثيله بأي شكل. وتبدأ قصة عبادة الأصنام عند العبرانيين بحادثة سرقة راحيل لأصنام أبيها لابان (تك 31: 19). ولعل راحيل لم تكن تنوي عبادة هذه الاصنام، لأن ما أسفر عنه التنقيب في «نوزو» (في بلاد بين النهرين) يدل على أن رئاسة العائلة كانت تنتقل لمن يمتلك اصنامها، فلربما كانت راحيل تريد أن تجعل من يعقوب رأسًا لعائلة أبيها.
ولاشك في أن السنين الطويلة التي قضاها بنو إسرائيل في مصر، جعلتهم يُفتنون بأصنامها (انظر يش 24: 14، حز 20: 7 و8)، ولذلك تحدى موسى ألهة مصر فيما أجراه من معجزات (عد 33: 4).
وعندما غاب موسى فوق جبل سيناء، طلب بنو إسرائيل من هرون أن يصنع لهم ألهة تسير أمامهم (خر 32: 1)، ولأن أفكارهم كانت متشبعة بما رأوه في مصر، صنع لهم «عجلًا مسبوكًا، فقالوا هذه آلهتكم يا إسرائيل» (خر 32: 4). ومن عجب أن هارون «بنى مذبحًا أمامه، ونادى هرون وقال: غدًا عيد للرب» (خر 32: 5) وكان ذلك العجل الذهبي كان يمثل «الرب» (يهوه)، مما أدى بهم إلى أن يغنوا ويرقصوا عراة أمام العجل (32: 6 و18 و19 و25) مثلما كان يحدث في الاحتفال بالعجل «أبيس» في مصر. إلي شك أن هذا الغناء والرقص، كان مصحوبًا بنوع من الحركات المثيرة، حيث أن كلمة «اللعب» (خر 32: 6) تتضمن معنى مداعبات جنسية (انظر كلمة «يلاعب» أو يداعب في تك 26: 8)، مما أثار غضب الله وغضب موسى (خر 32: 7 و8 و19 و20) ويقول المرنم: «صنعوا عجلًا في حوريب وسجدوا لتمثال مسبوك، وأبدلوا مجدهم بمثال ثور آكل عشب» (مز 106: 19 و20).
كما وقع بنو إسرائيل في هذه الخطية في شطيم عندما افتتن رجال إسرائيل بجمال بنات موآب اللواتي دعونهم «إلى ذبائح آلهتهن، فأكل الشعب وسجدوا لآلهتهن» (عد 25: 1 و2).
وعندما دخل بنو إسرائيل أرض فلسطين، احتكوا بالكثير من إشكال العبادات الوثنية، ومع أن الرب أمرهم بأن يلاشوها تمامًا (تث 12 و2: 3)، إلي أنهم لم ينفذوا هذه الوصية تنفيذًا كاملًا (انظر قض 2: 11-14).
وكان في بيت يواش الأبيعزري (أبي جدعون) مذبح للبعل، أمر الرب جدعون بأن يهدمه (قض 6: 25-32). كما أن الأفود التي صنعها جدعون وجعلها في مدينة عفرة، صارت فخًا لبيته ولكل بني إسرائيل (قض 8: 27). وحالما مات جدعون رجع بنو إسرائيل وعبدوا «البعليم وجعلوا لهم بعل بريث (بعل العهد) إلهًا» (قض 8: 3، 9: 4).
وقصة ميخا المذكورة في الأصحاحين السابع عشر والثامن عشر من سفر القضاة، تعطينا دليلًا على أن بعض العائلات والأفراد (قض 17: 1-6) كانت لهم أصنامهم الخاصة داخل بيوتهم. بل والأغرب أن «لاويًا» يقبل أن يكون كاهنًا لصنم (انظر تث 27: 15).
وعندما تولى صموئيل القضاء لإسرائيل وجد إلزامًا عليه أن يحثهم على نزع الآلهة الغريبة من وسطهم (1 صم 7: 3 و4).
وقد مهد سليمان الطريق للارتداد إلى الوثنية بزواجه بعدد كبير من نساء أجنبيات، جاءت كل واحدة منهن بأصنامها وعبادتها، فظهرت عشتورت الإهة الصيدونيين، وكموش صنم الموآبيين، وملكوم صنم بني عمون، وغيرها كثير وأقيمت على ثلاث قمم من جبل الزيتون مرتفعات لهذه الآلهة وسميت القمة الرابعة «جبل الهلاك» (1 مل 11: 5-8، 2 مل 23: 13 و14).
وكانت أم رحبعام بن سليمان، عمونية، فعمل «يهوذا الشر في عيني الرب واغاروه.. وبنوا هم أيضًا لأنفسهم مرتفعات وأنصابًا وسواري على كل تل مرتفع وتحت كل شجرة خضراء، وكان أيضًا مأبونون في الأرض، فعملوا حسب كل أرجاس الأمم» (1 مل 14: 21-24).
وأقام يربعام بن ناباط -الذي عاش في مصر زمنًا- عجلي ذهب في بيت إيل ودان (1 مل 12: 26-33) ويسمى هوشع النبي هذه العبادة: «خطية إسرائيل» (هو 10: 5-8).
وكان أعظم من شجع على عبادة الاوثان في تاريخ بني إسرائيل، الملك أخآب وزوجته الصيدونية إيزابل (1 مل 21: 25 و26)، فهو لم يكتف ببناء هيكل ومذبح لـ«مكارت» بعل الصيدونيين، بل اضطهد أيضًا أنبياء الرب (1 مل 16: 31-33) وقد تحدى إيليا أنبياء البعل والسواري في حادثة جبل الكرمل الشهيرة، دفاعًا عن مجد الله الإله الحقيقي وحده (1 مل 18).
وأصبحت المملكة الشمالية (إسرائيل) تسير بقيادة ملوكها المتعاقبين في طريق يربعام بن ناباط، حتى أصبحت تعرف «بطريق ملوك إسرائيل» (1 مل 15: 34، 2 مل 16: 3، 17: 7-8) وهكذا سار ملوك إسرائيل بالشعب في طريق الارتداد عن الرب إلى أن غزاهم ملوك إشور.
وقد أدخل آحاز ملك يهوذا عبادة الأوثان إلى المملكة الجنوبية، فبنى مذبحًا على مثال المذبح الذي رآه في دمشق، في مكان المذبح النحاسي في الهيكل في أورشليم (2 مل 16: 10-15) وعبَّر ابنه في النار (2 مل 16: 3)، وقدم ذبائح لآلهة دمشق (2 أخ 28: 23).
وكان منسى ملك يهوذا من أطول الملوك حكمًا وأكثرهم شرًا وارتدادًا ومع أنه رجع للرب قبل موته (2 أخ 33: 10-17)، إلا أنه لم يستطع إزالة آثار ما سبق أن عمله في سنواته الماضية العديدة من العرافة والسحر وتنجيس هيكل الرب ببناء مذابح فيه لكل جند السماء وللبعل وللسارية (2 مل 21: 1-9، إرميا 32: 34)، وكان من نتيجة ذلك أنه بعد توبته بقليل، ثم موته أعاد ابنه آمون عبادة الأصنام وذبح للجميع التماثيل التي كان أبوه قد عملها وعبدها (2 مل 21: 19-22، 2 أخ 33: 21-24).
وكان من أبرز صور الارتداد والوثنية أن يتزعم الأنبياء هذه الحركة بتأييد من بعض الكهنة الإشرار (2 مل 23: 5) فأولئك «الكهنة لم يقولوا أين هو الرب، وأهل الشريعة لم يعرفوني، والرعاة عصوا علي، والأنبياء تنبأوا ببعل وذهبوا وراء ما لا ينفع» (إرميا 2: 8) انظر أيضًا 2 أخ 15: 3).
ويبدو أنه كانت هناك بعض المحاولات للخلط بين عبادة الله الحقيقي وعبادة الأصنام (2 مل 17: 32، إرميا 41: 5). (انظر المزيد عن هذا الموضوع هنا في موقع الأنبا تكلا في أقسام المقالات والكتب الأخرى). ومما لا شك في أن التزواج بين شعب الله والأمم الوثنية كان الخطوة الأولى نحو عبادة الأصنام (خر 34: 14-16، تث 7: 3 و4، عز 9: 2، 10: 18، نح 13: 23-27).
ويصف حزقيال غرفة رُسم على حائطها أشكال أصنام ودبابات وحيوانات نجسة، لا شك في أنهم نقلوها عن مصر، بل لقد نظروا إلى الحية النحاسية نظرتهم إلى صنم وأوقدوا لها البخور (2 مل 18: 4).
وجاء السبي البابلي عقابًا لهم على عبادة الأصنام (2 مل 24: 1-4، 2 أخ 36: 15-20). وفيما بعد السبي، وبخاصة في أيام الإسكندر الأكبر وخلفائه، واجه اليهود عاصفة عاتية من عبادة الأوثان (1 مك 1: 40-50) حتى فضل الكثيرون من الأمناء أن يستشهدوا عن أن يسجدوا لها (1 مك 2: 23-26 و45-48).
وفي أيام هيرودس الكبير أثار رفعه للنسر الذهبي فوق إحدى بوابات الهيكل، عاصفة من الاحتجاج، كما يذكر يوسفوس.

## عقـوبة المشـرك في الإسلام
الدليـل الأول: في حكم المشرك في الدنيا:
حكمه قال الله تعالى: ﴿إِنَّ اللَّهَ لَا يَغْفِرُ أَنْ يُشْرَكَ بِهِ وَيَغْفِرُ مَا دُونَ ذَلِكَ لِمَنْ يَشَاءُ وَمَنْ يُشْرِكْ بِاللَّهِ فَقَدِ افْتَرَى إِثْمًا عَظِيمًا ۝٤٨﴾ [النساء:48] إذًا الشرك غير مغفورله، فخص الشرك بأنه لا يغفر له إذا مات صاحبه على الشرك، وعلق ما دونه بالمشيئة.
والدليل الثاني: حكمه في الآخرة الجنة على صاحبه حرامٌ، وهو مخلّد في النار -نعوذ بالله-، قال الله تعالى: ﴿لَقَدْ كَفَرَ الَّذِينَ قَالُوا إِنَّ اللَّهَ هُوَ الْمَسِيحُ ابْنُ مَرْيَمَ وَقَالَ الْمَسِيحُ يَا بَنِي إِسْرَائِيلَ اعْبُدُوا اللَّهَ رَبِّي وَرَبَّكُمْ إِنَّهُ مَنْ يُشْرِكْ بِاللَّهِ فَقَدْ حَرَّمَ اللَّهُ عَلَيْهِ الْجَنَّةَ وَمَأْوَاهُ النَّارُ وَمَا لِلظَّالِمِينَ مِنْ أَنْصَارٍ ۝٧٢﴾ [المائدة:72].
وإذا كان حكمه لا يغفر له، وفي الآخرة مخلّد في النار، والجنة عليه حرام، أما إذا كان مشركاً وتاب إلى الله وآمن انه لا اله الا الله وان محمد رسول الله، فأن الإسلام يجب ما قبله 
﴿قُلْ لِلَّذِينَ كَفَرُوا إِنْ يَنْتَهُوا يُغْفَرْ لَهُمْ مَا قَدْ سَلَفَ وَإِنْ يَعُودُوا فَقَدْ مَضَتْ سُنَّةُ الْأَوَّلِينَ ۝٣٨﴾ [الأنفال:38].

## أصنام العرب
وضع ابن السائب الكلبي كتاباً في أصنام العرب سماه بكتاب الأصنام. ومن الأصنام التي عبدت قبل الإسلام اللات والعزى وهبل وود سواع ويعوق ويغوث ونسر.

## كتب عن الأصنام
- كتاب الأصنام